# Skryhałów
Skryhałów (biał. Скрыгалаў) – wieś (dawniej miasteczko) na Białorusi w obwodzie homelskim, w rejonie mozyrskim.
Dawniej należał do powiatu mozyrskiego. Siedziba gminy Skryhałów.